# Aero Tropical
Aero Tropical era una aerolínia amb base a Angola. L'aerolínia va ser fundada en 1996 i va cessar en 1999.

## Flota i destinacions
La flota era constituïda per un Antonov An-12 i un Antonov An-32B. Aero Tropical efectuava vols de càrrega entre la capital Luanda i les ciutats de Benguela, Cabinda, Kuito, Luena, Menongue, Namibe i Ondjiva.

## Accidents i Incidents
El 27 de febrer de 1996 a les 5:40 hora local un Antonov An-12 (matriculat ER-ACE) d'Aero Tropical es va estavellar prop de aeroport de Lucapa, Angola, degut a la poca visibilitat. Els vuit tripulants van morir.